# 해왕성 바깥 행성

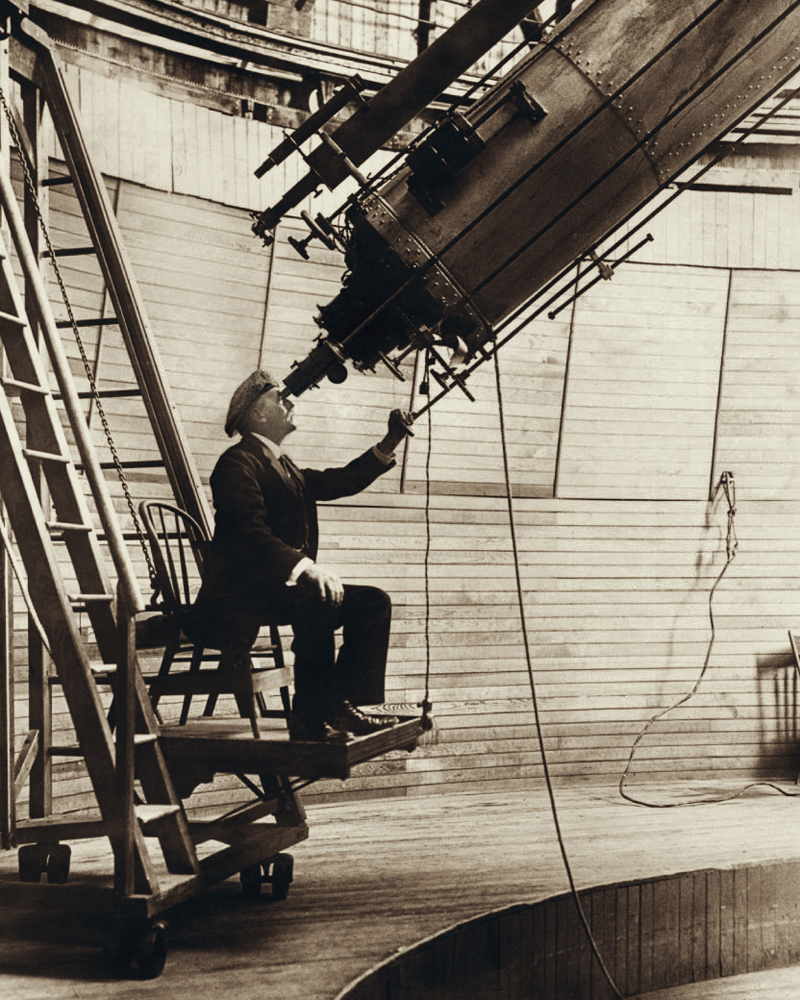
행성 X 가설의 창시자인 퍼시벌 로웰.

해왕성 바깥 행성(Planets beyond Neptune)이란 현재까지 발견된 태양계의 마지막(8번째) 행성인 해왕성보다 태양으로부터 멀리 떨어져 있는 가설상의 행성들을 말한다.
1846년 해왕성이 발견된 후, 해왕성 궤도 너머에 또 다른 행성이 존재할 것이라는 추측이 많았다. 19세기 중반에 시작된 이 탐색은 20세기 초 퍼시벌 로웰의 행성 X에 대한 탐구로 이어졌다. 로웰은 거대 행성, 특히 천왕성과 해왕성의 궤도에서의 겉보기 불일치를 설명하기 위해 행성 X 가설을 제안하면서, 보이지 않는 거대한 제9행성의 중력이 불규칙성을 설명할 수 있을 만큼 천왕성을 섭동시켰을 것이라고 추측했다.
1930년 클라이드 톰보가 명왕성을 발견한 것은 로웰의 가설을 입증하는 것으로 보였고, 명왕성은 공식적으로 아홉 번째 행성으로 명명되었다. 1978년에, 명왕성은 중력이 거대 행성에 영향을 미치기에는 너무 작다는 결론을 내렸고, 그 결과 열 번째 행성을 찾기 위한 짧은 탐색이 진행되었다. 1990년대 초 보이저 2호 탐사선의 측정 결과 천왕성 궤도에서 관측된 불규칙성이 해왕성 질량을 약간 과대평가했기 때문이라는 사실이 밝혀지면서 이 탐색은 대부분 포기되었다. 1992년 이후 명왕성과 궤도가 비슷하거나 더 넓은 작은 얼음 천체들이 다수 발견되면서 명왕성을 행성으로 남겨둘지, 소행성들처럼 명왕성과 그 주변 천체를 따로 분류해야 하는지에 대한 논쟁이 벌어졌다. 처음에는 이 그룹의 더 큰 구성원 중 다수가 행성으로 분류되었지만, 2006년에 국제천문연맹(IAU)은 명왕성과 그 가장 큰 이웃 행성들을 왜소행성들로 재분류하여 해왕성은 태양계에서 가장 멀리 떨어진 행성으로 남게 되었다.
천문학계에서는 원래 예상했던 행성 X가 존재하지 않는다는 데 널리 동의하지만, 태양계 외부에서 관측된 다른 이상 현상을 설명하기 위해 많은 천문학자들이 아직 관측되지 않은 행성의 개념을 되살리고 있다. 2014년 3월 현재, 광역 적외선 탐사위성으로 관측한 결과 10,000AU 밖에서는 토성 크기(95 지구 질량)의 천체가, 26,000AU 밖에서는 목성 크기(≈318 지구 질량) 이상의 천체가 존재할 가능성이 배제되었다.
2014년에 천문학자들은 최근에 발견된 극단 해왕성 바깥 천체(extreme trans-Neptunian object)들의 궤도 유사성을 근거로 지구 질량의 2~15배에 달하고 200AU를 넘어 약 1,500AU에서 고도로 경사진 궤도를 도는 한 슈퍼지구 또는 얼음 거대 행성의 존재를 가정했다. 2016년에는 추가 연구를 통해 이 미지의 먼 행성이 태양으로부터 약 200AU보다 가깝지도 멀지도 않은 경사진 편심 궤도를 돌고 있을 가능성이 있다는 사실을 밝혀냈다. 이 궤도는 군집화된 극단 해왕성 바깥 천체들과 반대 방향으로 정렬될 것으로 예측된다. 명왕성은 더 이상 IAU에서 행성으로 간주되지 않기 때문에, 이 새로운 가상의 천체는 제9행성으로 알려졌다.

## 초기 추측

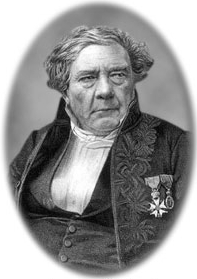
해왕성 횡단 행성의 초기 지지자 자크 바비네

1840년대에 프랑스 수학자 위르뱅 르 베리에는 뉴턴 역학을 사용하여 천왕성 궤도의 섭동을 분석하고, 그 원인이 아직 발견되지 않은 행성의 중력에 의한 것이라고 가설을 세웠다. 르 베리에르는 이 새로운 행성의 위치를 예측하고 계산한 결과를 독일의 천문학자 요한 고트프리트 갈레에게 보냈다. 편지를 받은 다음 날인 1846년 9월 23일, 갈레와 그의 제자 하인리히 다레스트는 르 베리에가 예측한 바로 그 위치에서 해왕성을 발견했다. 두 거대 행성들의 궤도에는 약간의 불일치가 남아있었지만, 이 불일치를 발견한 갈레는 해왕성을 발견했다. 이는 해왕성 너머 궤도를 도는 또 다른 행성이 존재한다는 것을 나타내는 것으로 받아들여졌다.
해왕성이 발견되기 전에도 일부 사람들은 하나의 행성만으로는 불일치를 설명하기에 충분하지 않다고 추측했다. 1834년 11월 17일, 영국의 아마추어 천문학자 토마스 존 허시Thomas John Hussey 목사는 프랑스 천문학자 알렉시 부바르와 나눈 대화를 영국 왕립 천문학자 조지 비델 에어리에게 보고했다. 허시는 천왕성의 비정상적인 움직임이 미지의 행성의 중력 영향 때문일 수 있다고 부바드에게 제안하자, 부바드는 그런 생각이 들었다고 답했고, 고타의 제베르크 천문대(Seeberg Observatory) 대장인 페테르 안드레아스 한센과 이 주제에 대해 연락을 주고받았다고 보고했다. 한센의 의견은 하나의 천체로는 천왕성의 운동을 적절히 설명할 수 없다는 것이었고, 천왕성 너머에 두 개의 행성이 있다고 가정했다.
1848년 자크 바비네Jacques Babinet는 르 베리에의 계산에 이의를 제기하며 해왕성의 관측 질량이 르 베리에가 처음에 예측한 것보다 작고 궤도가 더 크다고 주장했다. 그는 르 베리에의 계산에서 단순 뺄셈을 기반으로 해왕성 너머에 지구 질량 약 12개의 다른 행성이 존재한다고 가정했고, 이 행성을 "하이페리온"이라고 명명했다. 르 베리에가 바비네의 가설을 비난하며 "상상력이 너무 크게 작용한 가설을 제외하고는 다른 행성의 위치를 확인할 수 있는 방법이 전혀 없다"고 말했다.
1850년에 미국 해군 천문대의 보조 천문학자 제임스 퍼거슨James Ferguson은 자신이 관측한 별, GR1719k를 "잃어버렸다"고 언급했는데, 천문대 김독관인 매튜 모리Matthew Maury 중위는 이것이 새로운 행성임에 틀림없다고 주장했다. 이후 다른 위치에서 이 '행성'을 찾아내는 데 실패했고, 1878년 뉴욕 해밀턴 칼리지 천문대의 책임자인 CHF 피터스CHF Peters는 이 별이 실제로 사라진 것이 아니며 이전의 결과가 인간의 실수 때문이라는 사실을 밝혀냈다.
1879년에, 카미유 플라마리옹Camille Flammarion은 혜성 1862 III와 1889 III의 장축단이 각각 47, 49AU라는 사실을 발견하고, 이 혜성들이 타원 궤도로 끌어당긴 미지의 행성의 궤도 반경을 표시할 수 있다고 제안했다. 천문학자 조지 포브스George Forbes는 이 증거에 근거해 해왕성 너머에 두 개의 행성이 존재할 것이라고 결론을 내렸다. 그는 혜성 4개가 약 100AU에 장축단을 가지고 있고, 장축단이 약 300AU에 모여 있는 혜성이 6개 더 있다는 사실을 바탕으로 가상의 해왕성 바깥 행성 한 쌍의 궤도 요소를 계산해냈다. 이 요소들은 데이비드 펙 토드David Peck Todd라는 다른 천문학자가 독립적으로 만든 요소들과 암시적으로 일치하여 많은 사람들에게 유효할 수 있음을 시사했다. 그러나 회의론자들은 관련된 혜성의 궤도가 의미있는 결과를 생성하기에는 여전히 너무 불확실하다고 주장했다. 일부는 포브스의 가설을 제9행성의 선구자로 간주했다.

1900년과 1901년, 하버드 대학 천문대 책임자인 윌리엄 헨리 피커링William Henry Pickering은 해왕성 횡단 행성을 찾기 위한 두 번의 탐사를 이끌었다. 첫 번째는 덴마크 천문학자 한스 에밀 라우Hans E. Lau가 1690년부터 1895년까지 천왕성 궤도 데이터를 연구한 결과, 해왕성 바깥 행성 하나만으로는 궤도의 불일치를 설명할 수 없다는 결론을 내리고 그 원인으로 추정되는 두 행성의 위치를 가정한 것이다. 두 번째는 가브리엘 달레Gabriel Dallet가 해왕성 횡단 행성 하나만으로는 천왕성의 움직임을 설명할 수 없다고 제안하면서 시작되었다. 피커링은 의심되는 행성이 있는지 판을 조사하는 데 동의했다. 두 경우 모두 행성은 발견되지 않았다.
1902년 독일 뮌스터의 테오도르 그리굴Theodor Grigull은 해왕성 너머 원일점을 갖는 혜성들의 궤도들을 관측한 후, 천왕성 궤도의 편차와 교차 확인하여 50AU에 360년 주기의 천왕성 크기의 행성이 존재한다고 선언하고 하데스(Hades)라고 명명했다. 1921년에, 그리굴은 관측된 편차에 더 잘 맞도록 궤도 주기를 310~330년으로 수정했다.
1909년, 자기중심적 반대론자로 명성이 높았던 천문학자 토마스 제퍼슨 잭슨 시Thomas Jefferson Jackson See는 "해왕성 너머에는 분명히 하나, 아마도 두 개, 어쩌면 세 개의 행성이 있다"고 주장했다. 그는 잠정적으로 첫 번째 행성의 이름을 "오세아누스(Oceanus)"라고 명명하고 태양으로부터 42, 56, 72AU에 각각의 거리를 배치했다. 그는 행성의 존재를 어떻게 확인했는지에 대해서는 언급하지 않았고, 행성의 위치를 찾기 위한 탐사도 진행되지 않았다.
1911년 인도의 천문학자 벤카테시 케타카르Venkatesh P. Ketakar는 목성의 위성에서 피에르-시몽 라플라스가 관찰한 패턴을 재가공하여 외부 행성에 적용함으로써 힌두교의 신 브라흐마와 비슈누의 이름을 딴 두 개의 해왕성 횡단 행성들의 존재를 제안했다. 목성의 세 개의 갈릴레이 위성인 이오, 유로파, 가니메데는 라플라스 공명이라고 불리는 복잡한 1:2:4 공명에 갇혀 있다. 케타카르는 천왕성, 해왕성, 그리고 가상의 해왕성 바깥 행성들도 라플라스 공명과 같은 공명에 갇혀 있다고 제안했다. 천왕성과 해왕성은 2:1에 가까운 공명 상태에 있지만 완전한 공명 상태는 아니다. 그의 계산에 따르면 브라흐마의 평균 거리는 38.95AU, 궤도 주기는 242.28지구 년(해왕성과 3:4 공명)으로 예측되었다. 19년 후 명왕성이 발견되었을 때 명왕성의 평균 거리는 39.48AU, 공전 주기는 248지구년으로 케타카르의 예측과 비슷했다(실제로 명왕성은 해왕성과 2:3 공명). 케타카르는 평균 거리와 주기 외에는 궤도 요소에 대한 예측을 하지 않았다. 케타카르가 어떻게 이러한 수치에 도달했는지는 분명하지 않으며, 그의 두 번째 행성인 비슈누는 발견되지 않았다.

## 행성 X
1894년, 퍼시벌 로웰(한 부유한 보스턴 사람)은 윌리엄 피커링의 도움으로 애리조나주 플래그스태프에 로웰 천문대를 설립했다. 1906년 천왕성 궤도의 수수께끼를 풀 수 있다고 확신한 그는 해왕성 바깥 행성을 찾기 위한 광범위한 프로젝트를 시작했고, 그는 가브리엘 달렛이 이전에 사용했던 이름인 '행성 X'로 명명했다. 이름에서 X는 미지의 행성을 나타내며 10을 의미하는 로마 숫자가 아닌 문자로 발음된다(당시에, 행성 X는 아홉 번째 행성이었을 것이다). 로웰은 화성 표면에서 보이는 수로와 같은 지형이 지적 문명에 의해 건설된 운하들이라는 널리 알려진 믿음 때문에 과학적 신뢰성을 확보하기 위해 행성 X를 추적했다.
로웰의 첫 번째 탐사는 태양계의 다른 행성들이 황도대에 둘러싸인 황도면에 초점을 맞췄다. 그는 5인치 사진 카메라를 사용하여 돋보기로 3시간 동안 노출된 200개 이상의 사진을 수동으로 조사했지만 행성을 발견하지 못했다. 당시 명왕성은 황도보다 너무 멀어서 관측이 불가능했다. 로웰은 예상 위치를 수정한 후 1914년부터 1916년까지 두 번째 탐색을 실시했다. 1915년 그는 《해왕성 바깥 행성의 회고록》을 출간했는데, 이 책에서 행성 X는 지구의 약 7배인 해왕성의 절반 정도의 질량과 태양과의 평균 거리가 43AU라는 결론을 내렸다. 그는 행성 X가 거대 행성처럼 반사율이 높은 저밀도 대형 천체일 것이라고 가정했다. 그 결과, 직경이 약 1각초이고 겉보기 등급이 12~13등급인 원반이 발견될 수 있을 정도로 밝을 것으로 예상했다.
이와는 별도로, 1908년에, 피커링은 천왕성 궤도의 불규칙성을 분석하여 아홉 번째 행성에 대한 증거를 발견했다고 발표했다. 그가 "행성 O"("N", 즉 해왕성(Neptune)의 "N"을 따서)라고 명명한 가상의 행성은 평균 궤도 반경이 51.9AU이고 궤도 주기가 373.5 년이었다. 페루 아레키파에 있는 그의 천문대에서 촬영한 천왕성 관측판은 예측된 행성에 대한 증거를 보여주지 않았고, 영국의 천문학자 P. H. 코웰P. H. Cowell은 천왕성의 궤도에서 관찰된 불규칙성이 행성의 경도 변위를 고려하면 사실상 사라진다는 사실을 보여주었다. 로웰 자신은 피커링과의 긴밀한 관계에도 불구하고 "이 행성은 매우 적절하게 "O"로 지정되어 있으며 [그것은] 전혀 아무것도 아니다."라고 말하면서 행성 O를 손밖으로 일축했다. 피커링도 모르는 사이에, 1919년 마운트 윌슨 천문대의 천문학자들이 '행성 O'를 찾기 위해 촬영한 사진판 중 4개에서 명왕성의 이미지가 포착됐지만, 이는 몇 년 후에야 발견됐다. 피커링은 1932년까지 해왕성 바깥 행성 후보로 그가 'P', 'Q', 'R', 'S', 'T' 및 'U'라고 명명한 것들을 제안했다; 아무것도 발견되지 않았다.

### 명왕성의 발견

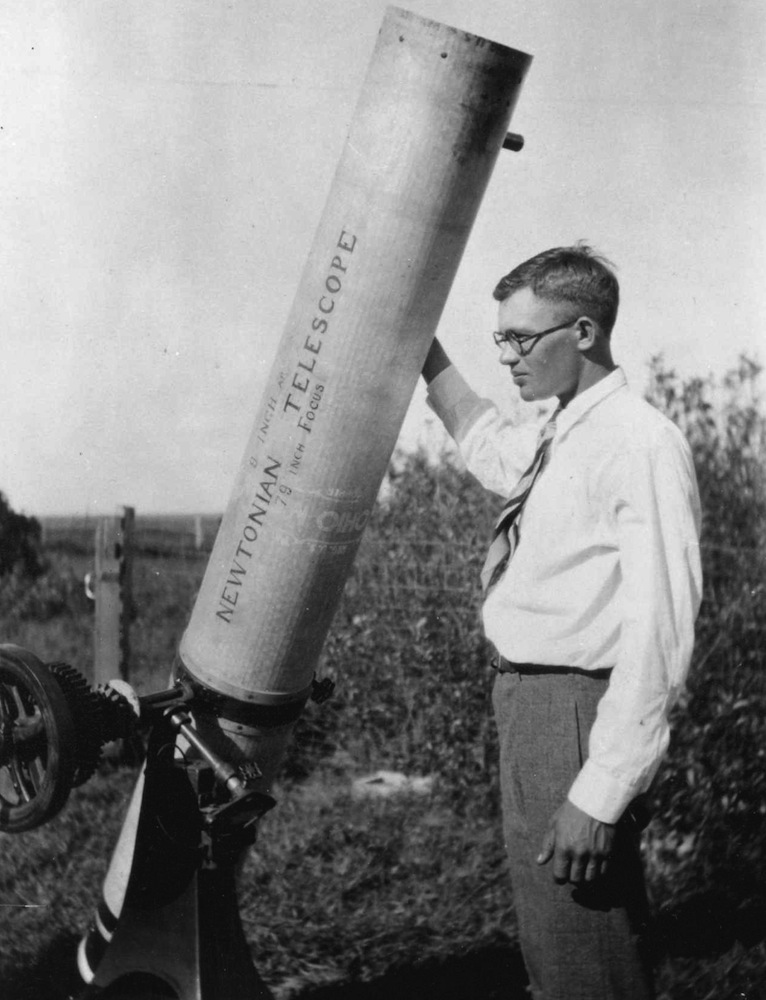
클라이드 윌리엄 톰보

1916년 로웰의 갑작스러운 죽음으로 X에 대한 탐색이 일시적으로 중단되었다. 한 친구에 따르면, 행성을 찾지 못한 것이 "사실상 그를 죽였다"고 한다. 로웰의 미망인 콘스탄스, 로웰의 유산에 대해 천문대와 법적 싸움을 벌여 몇 년 동안 행성 X에 대한 탐색을 중단했다. 1925 년에 천문대는 탐색을 계속하기 위해 새로운 13인치 (33cm) 광시야 망원경 용 유리 디스크를 구했으며, 이는 애보트 로렌스 로웰Abbott Lawrence Lowell, 퍼시벌의 형제. 1929년 천문대 책임자 베스토 슬라이퍼는 슬라이퍼가 로웰 천문대에 도착한 지 얼마 되지 않은 22세의 캔자스 농장 소년 클라이드 톰보에게 행성의 위치를 찾는 일을 맡겼는데, 톰보는 슬라이퍼의 천문도 샘플에 감명을 받아 로웰 천문대에 막 도착한 후였다.
톰보의 임무는 밤하늘의 한 부분을 한 쌍의 이미지로 체계적으로 포착하는 것이었다. 한 쌍의 각 이미지는 2주 간격으로 촬영했다. 그런 다음 그는 각 섹션의 두 이미지를 반짝 비교정이라는 기계에 넣고 이미지를 빠르게 교환하여 행성체의 움직임에 대한 타임랩스 착시를 만들었다. 톰보는 더 빠르게 움직이는 (따라서 더 가까운) 물체가 새로운 행성으로 오인될 가능성을 줄이기 위해 지구 궤도를 벗어난 천체의 겉보기 역행 운동이 가장 강한 태양으로부터 180도 떨어진 반대 지점 근처에서 각 영역을 이미지화했다. 그는 또한 개별 판의 결함으로 인한 잘못된 결과를 제거하기 위해 대조군으로 세 번째 이미지를 촬영했다. 톰보는 로웰이 제안한 영역에 초점을 맞추지 않고 황도대 전체를 이미지화하기로 결정했다.
1930년 초까지, 톰보의 탐색은 쌍둥이자리 별자리에 도달했다. 1930년 2월 18일, 거의 1년 동안 수색하고 거의 2백만 개의 별을 조사한 후 톰보는 그해 1월 23일과 1월 29일에 찍은 사진판에서 움직이는 천체를 발견했다. 1월 21일에 찍은 저화질 사진에서 그 움직임이 확인되었다. 확인 후, 톰보는 슬라이퍼의 사무실로 걸어 들어가 "슬라이퍼 박사, 내가 당신의 행성 X를 발견했다."라고 선언했다. 이 천체는 로웰이 제안한 행성 X의 두 위치 중 하나에서 불과 6도 떨어진 곳에 있었기 때문에 마침내 그가 입증 된 것처럼 보였다." 천문대가 추가 확인 사진을 얻은 후 1930년 3월 13일 하버드 대학교 천문대에 발견 소식이 전보되었다. 이 새로운 천체는 나중에 1915년 3월 19일로 거슬러 올라가는 사진에서 사전발견되었다. 천체의 이름을 '명왕성'으로 명명하기로 한 결정은 부분적으로 퍼시벌 로웰, 그의 이니셜이 단어의 처음 두 글자를 구성하기 때문이다. 명왕성을 발견 한 후 톰보는 다른 먼 천체를 찾기 위해 황도에서 계속 수색했다. 그는 수백 개의 변광성들과 소행성들, 두 개의 혜성들을 발견했지만 더 이상의 행성은 발견하지 못했다.

### 명왕성, 행성 X 타이틀을 잃다

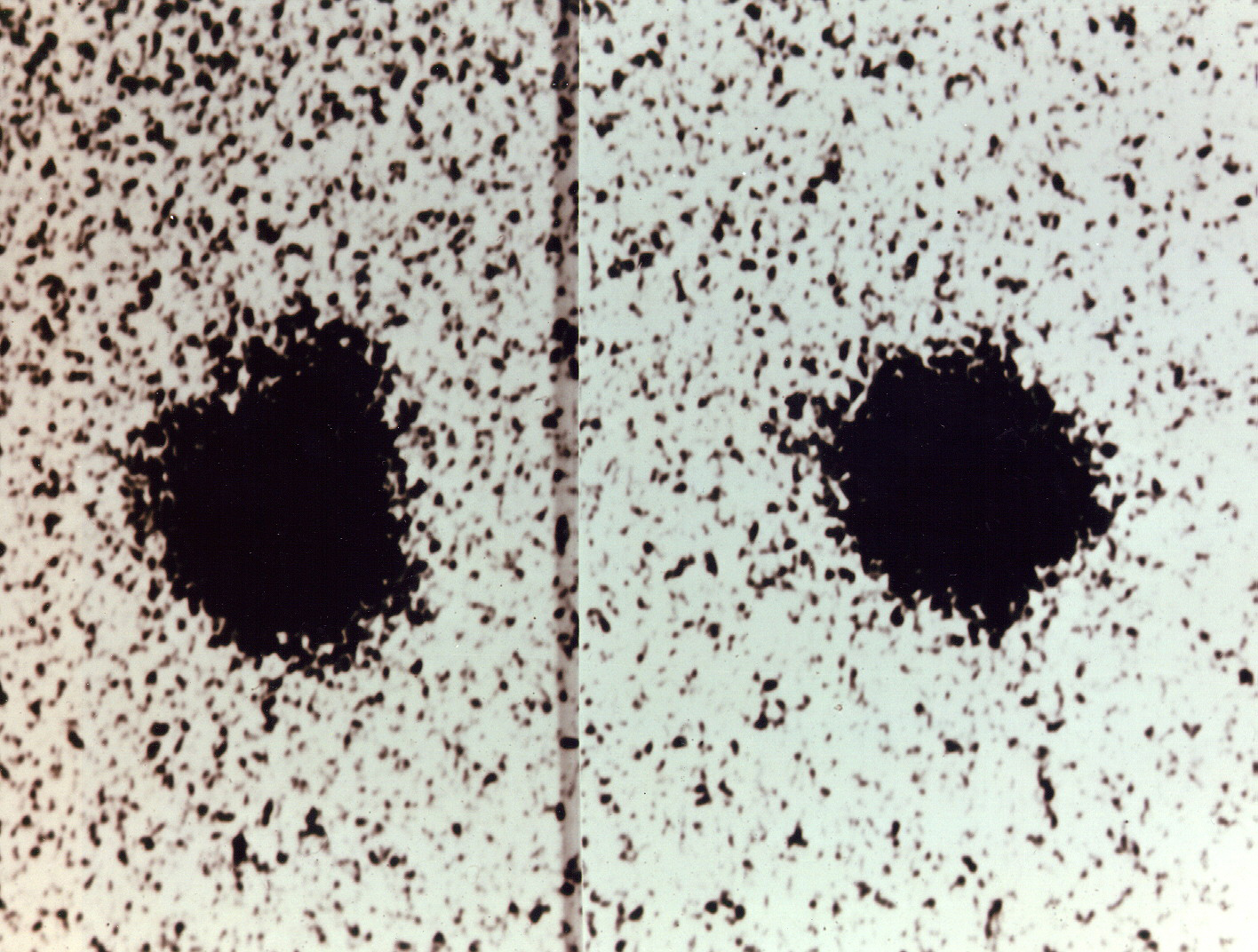
카론의 발견 이미지

천문대의 실망과 놀랍게도 명왕성은 원반이 보이지 않았고, 별과 다를 바 없는 점으로 보였으며, 로웰이 예측한 것보다 6배나 더 어두워, 이것은 매우 작거나 매우 어둡다는 것을 의미했다. 로웰의 예측 때문에 천문학자들은 명왕성이 행성을 섭동할 만큼 거대할 것이라고 생각했다. 이로 인해 그들은 명왕성의 반사율이 0.07(최소한 명왕성에 닿는 빛의 7%를 반사한다는 의미) 이상이 될 수 있다고 가정했고, 이는 명왕성을 아스팔트처럼 어둡고 반사율이 가장 낮은 행성인 수성과 비슷한 수준으로 만들었을 것이다. 이것은 명왕성의 질량이 지구의 70% 이하가 될 것으로 추정된다. 또한 관측 결과 명왕성의 궤도는 다른 어떤 행성보다 훨씬 더 타원형이라는 것이 밝혀졌다.
거의 즉시 일부 천문학자들은 명왕성의 행성으로서의 지위에 의문을 제기했다. 명왕성 발견이 발표된 지 겨우 한 달 뒤인 1930년 4월 14일,《뉴욕타임스》기사에서 아민 O. 러쉬너Armin Otto Leuschner는 명왕성이 어둡고 궤도 이심률이 높기 때문에 소행성이나 혜성과 더 비슷하다고 주장했다: "로웰 결과는 4월 5일에 우리가 발표한 높은 이심률 가능성을 확인시켜준다. 그 가능성 중에는 목성과 같은 주요 행성에 근접하여 궤도가 크게 교란된 대형 소행성이거나 아직 발견되지 않은 많은 장주기 행성 천체 중 하나이거나 밝은 혜성 천체일 수 있다." 같은 기사에서 하버드 천문대 천문대장 할로 섀플리는 명왕성이 "알려진 소행성 및 혜성과 비교할 수없는 태양계의 일원이며 아마도 해왕성 너머의 다른 주요 행성보다 우주론에서 더 중요할 수 있다"라고 썼다. 1931년 삼각함수 공식을 사용하여 천왕성 경도의 잔여 구조를 조사한 후 어니스트 W. 브라운은 천왕성 궤도의 추정 불규칙성이 더 먼 행성의 중력 효과 때문일 수 없으며 따라서 로웰의 추정 예측은 "순전히 우연"이라고 주장했다 (E. C. 바워v와 동의).
20세기 중반에 걸쳐 명왕성의 질량 추정치는 하향 조정되었다. 1931년 니콜슨Nicholson과 메이올Mayall은 명왕성이 거대 행성에 미치는 영향을 근거로 명왕성의 질량을 대략 지구의 질량으로 계산했다; 이는 1942년 미국 해군 천문대의 로이드 R. 와일리Lloyd R. Wylie가 같은 가정을 사용해 계산한 지구 질량 0.91과 어느 정도 일치하는 값이었다.. 1949년 제러드 카이퍼의 팔로마 천문대의 200인치 망원경으로 명왕성의 지름을 측정한 결과 수성과 화성의 중간 크기이며 질량은 아마도 지구 질량의 0.1정도라는 결론에 도달했다.
1973년, 트리톤과의 밝기 변화의 주기성과 진폭의 유사성을 바탕으로 데니스 롤린스 명왕성의 질량은 트리톤과 비슷할 것이라고 추측했다. 돌이켜 보면 그 추측은 옳은 것으로 판명되었다. 1934년 초 천문학자 발터 바데와 E.C. 바우어에 의해 주장되었다. 그러나 당시 트리톤의 질량은 지구-달 시스템의 약 2.5%(실제값의 10배 이상)로 여겨졌기 때문에 명왕성 질량에 대한 롤린스Rawlins의 결정은 비슷하게 잘못되었다. 그럼에도 불구하고 명왕성이 행성 X가 아니라는 결론을 내리기에는 충분히 빈약했다. 1976년 하와이 대학의 데일 크루익생크, 칼 필처, 데이비드 모리슨은 명왕성 표면의 스펙트럼을 분석하여 반사율이 높은 메테인 얼음(ice)을 포함하고 있어야 한다는 결론을 내렸다. 이는 명왕성이 어둡지 않고 실제로는 매우 밝아서 지구 질량의 1/100을 넘지 않을 것이라는 것을 의미했다.
| 연도 | 질량                 | 참고                       |
| ---- | -------------------- | -------------------------- |
| 1931 | 1 지구               | 니콜슨 및 메이올           |
| 1942 | 0.91 지구            | 와일리                     |
| 1948 | 0.1 (1/10 지구)      | 카이퍼                     |
| 1973 | 0.025 (1/40 지구)    | 롤런스                     |
| 1976 | 0.01 (1/100 지구)    | 크루익섕크, 필처 및 모리슨 |
| 1978 | 0.002 (1/500 지구)   | 크리스티 및 해링턴         |
| 2006 | 0.00218 (1/459 지구) | 부이 외                    |

명왕성의 크기는 1978년 미국 천문학자 제임스 W. 크리스티
James W. Christy가 명왕성의 위성인 카론을 발견하면서 결정적으로 결정되었다. 이를 통해 그는 미국 해군 천문대의 로버트 서튼 해링턴Robert Sutton Harrington과 함께 명왕성 주위를 도는 달의 궤도 운동을 관측하여 명왕성-명왕성 시스템의 질량을 직접 측정 할 수있었다. 그들은 명왕성의 질량을 1.31×1022kg으로 결정했는데, 이는 지구의 약 500분의 1 또는 달의 6분의 1이며 외부 행성의 궤도에서 관찰된 불일치를 설명하기에는 너무 작있다. 로웰의 예측은 우연의 일치였다: 행성 X가 있다면 그것은 명왕성이 아니었다.

### 행성 X에 대한 추가 탐색
1978년 이후 많은 천문학자들은 명왕성이 더 이상 실행 가능한 후보가 아니기 때문에 보이지 않는 10번째 행성이 외부 행성을 교란하고 있어야한다고 확신하면서 로웰의 행성 X를 계속 탐색했다.
1980년대와 1990년대에 로버트 해링턴Robert Harrington은 명백한 불규칙성의 실제 원인을 파악하기 위해 조사를 이끌었다. 그는 행성 X가 태양에서 해왕성 거리의 약 3배에있을 것이라고 계산했다. 그 궤도는 매우 편심하고 황도에 강하게 기울어질 것이다. 행성의 궤도는 알려진 다른 행성의 궤도면에서 약 32도 각도에 있을 것이다. 이 가설은 혼합된 반응을 얻었다. 소행성체 센터의 저명한 행성 X 회의론자 브라이언 G. 마스뎅Brian G. Marsden은 이러한 불일치가 르 베리에가 발견한 불일치의 100분의 1 크기이며 관측 오류 때문일 수 있다고 지적했다.
1972년에, 로렌스 리버모어 국립 연구소의 조셉 브래디Joseph Brady는 핼리 혜성의 움직임에 대한 불규칙성을 연구했다. 브래디는 태양 주위를 역행하는 궤도에 있는 해왕성 너머 59AU의 목성 크기의 행성이 원인일 수 있다고 주장했다. 그러나 마스텡과 행성 X 지지자 P. 케네스 자이델만Kenneth Seidelmann은 모두 이 가설을 공격하면서 핼리 혜성이 무작위로 불규칙적으로 물질 분출을 하여 자체 궤도에 변화를 일으키며, 브래디의 행성 X와 같은 거대한 천체는 알려진 외부 행성의 궤도에 심각한 영향을 미칠 수 있다고 주장했다.
그 임무에는 행성 X에 대한 탐색이 포함되지 않았지만 IRAS 우주 천문대는 1983년에 "아마도 거대한 행성 목성만큼 크고 지구에 너무 가까워서이 태양계의 일부일 것"이라고 처음에 설명된 "미지의 천체"로 인해 잠시 헤드 라인을 장식했다. 추가 분석 결과 여러 미확인 천체 중 9개는 먼 은하이고 10번째는 "성간 권운(interstellar cirrus)"이었으며 태양계 물체로 밝혀진 것은 없다.
1988 년 A. A. 잭슨Jackson 과 R. M. 킬렌Killen 다양한 질량과 다양한 거리를 가진 테스트 "행성 X-es"를 명왕성에서 다양한 거리에 배치하여 명왕성과 해왕성의 공명 안정성을 연구했다. 명왕성과 해왕성의 공전 궤도는 3:2 공명 상태이며, 이는 두 행성이 z축에서 떨어져 있더라도 충돌하거나 가까이 접근하는 것을 방지한다. 공명을 깨기 위해서는 가상 천체의 질량이 지구 질량의 5배를 넘어야 하며, 매개변수 공간이 상당히 넓어 공명을 방해하지 않고 명왕성 너머에 매우 다양한 천체들이 존재할 수 있다는 사실이 밝혀졌다. 이러한 천체가 해왕성-명왕성 3:2 공명의 안정성에 미치는 영향을 확인하기 위해 명왕성 통과 행성의 시험 궤도 4개를 400만 년 동안 앞으로 통합했다. 명왕성 너머에 있는 지구 질량 0.1 및 1.0의 행성들은 각각 48.3 및 75.5 AU의 궤도를 돌며 3:2 공명을 방해하지 않는다. 긴반지름이 52.5 및 62.5 AU 인 5 지구 질량의 테스트 행성들은 명왕성의 주변부 장축단의 4백만 년 칭동을 방해한다.

### 행성 X 반증
해링턴은 1993년 1월에 행성 X를 찾지 못한 채 사망했다. 6개월 전에 E. 마일즈 스탠디쉬E. Myles Standish는 보이저 2호의 1989년 해왕성 비행에서 얻은 데이터를 사용하여 천왕성에 대한 중력 효과를 다시 계산하기 위하여 행성의 총 질량을 5%-화성의 질량과 비슷한 양- 하향 조정했다. 해왕성의 새로 결정된 질량이 제트 추진 연구소 개발 천체력(Jet Propulsion Laboratory Development Ephemeris)(JPL DE)에 사용되었을 때 천왕성 궤도의 불일치와 그에 따른 행성 X의 필요성이 사라졌다. 파이오니어 10호, 파이오니어 11호, 보이저 1호 및 보이저 2호와 같은 우주 탐사선들의 궤도에는 태양계 외부에서 발견되지 않은 거대한 천체의 중력에 기인한 불일치가 없었다. 오늘날 대부분의 천문학자들은 로웰이 정의한 행성 X가 존재하지 않는다는 데 동의한다.

## 추가 해왕성 바깥 천체의 발견
명왕성과 카론이 발견된 후 더 이상 해왕성 바깥 천체(TNOs)는 1992년 15760 알비온까지는 발견되지 않았다. 그 이후로 수천 개의 그러한 천체가 발견되었다. 대부분은 현재 해왕성 바로 너머 황도면 근처를 공전하는 태양계 형성 과정에서 남은 얼음 덩어리 인 카이퍼대의 일부로 인식되고 있다. 명왕성만큼 큰 천체는 없었지만, 세드나처럼 해왕성을 로지르는 먼 천체 중 일부는 처음에 언론에서 "새로운 행성"으로 묘사되었다.
2005년 천문학자 마이클 브라운과 그의 팀은 2003년 UB313(나중에 불화와 분쟁의 그리스 여신 이름을 따서 에리스로 명명됨)해왕성 바깥 천체의 발견을 발표했는데, 이것은 당시 명왕성보다 약간 더 큰 것으로 생각되었다. 얼마 지나지 않아 NASA 제트추진연구소의 보도 자료는이 천체를 "제10행성"으로 묘사했다.
에리스는 공식적으로 행성으로 분류되지 않았으며, 2006년 행성의 정의는 에리스와 명왕성을 행성이 아니라 그것들이 인근의 다른 천체를 일소하지 않았기 때문에 왜소 행성으로 정의했다. 그것들은 혼자서 태양을 공전하는 것이 아니라 비슷한 크기의 천체 집단의 일부로 태양을 공전한다. 명왕성 자체는 이제 카이퍼대의 일원이자, 더 무거운 에리스보다 큰, 가장 큰 왜소 행성으로 인식되고 있다.
많은 천문학자들, 특히 명왕성 탐사선 뉴 허라이즌스의 책임자인 앨런 스턴Alan Stern은 국제천문연맹(IAU)의 정의에 결함이 있으며 명왕성과 에리스, 그리고 마케마케, 세드나, 콰오아, 공공 및 하우메아 같은 모든 대형 해왕성 천체들은 그 자체로 행성으로 간주되어야 한다고 주장한다. 그러나 에리스의 발견은 외계 행성의 궤도에 큰 영향을 미치기에는 너무 작기 때문에 행성 X 이론을 회복시키지 못했다.

## 이후 제안된 해왕성 바깥 행성
대부분의 천문학자들은 로웰의 행성 X가 존재하지 않는다는 것을 인정하지만, 많은 사람들은 보이지 않는 큰 행성이 태양계 외부에서 관측 가능한 중력 효과를 생성할 수 있다는 생각을 되살렸다. 이러한 가상의 천체는 종종 "행성 X"라고 불리지만, 이러한 천체의 개념은 로웰이 제안한 것과 상당히 다를 수 있다.

### 원거리 천체의 궤도

목성(주황색), 토성(노란색), 천왕성(녹색), 해왕성(파란색), 명왕성(보라색)의 궤도와 대비되는 세드나(빨간색)의 궤도.

#### 세드나의 궤도
세드나가 발견되었을 때, 세드나의 극단적인 궤도는 그 기원에 대한 의문을 불러일으켰다. 세드나의 근일점은 너무 멀어서(약 76AU(114억 킬로미터, 71억 마일) 현재 관측된 어떤 메커니즘으로도 세드나의 편심된 원거리 궤도를 설명할 수 없다. 해왕성이나 다른 거대 행성의 중력의 영향을 받기에는 행성에서 너무 멀고, 은하 조석와 같은 외부 힘의 영향을 받기에는 태양에 너무 가깝기 때문이다. 궤도를 설명하는 가설에는 지나가는 별의 영향을 받았다거나, 다른 행성계에서 포착되었거나, 해왕성 바깥 행성에 의해 현재 위치로 끌려 갔다는 가설이 있다. 세드나의 독특한 궤도를 결정하는 가장 확실한 해결책은 다양한 궤도 구성이 그 역사에 대한 지표를 제공 할 수있는 유사한 지역에있는 여러 천체를 찾는 것이다. 만약 세드나가 한 해왕성 바깥 행성에 의해 궤도에 끌려 들어왔다면, 그 지역에서 발견되는 다른 천체들은 세드나와 비슷한 근일점(약 80AU(120억 km, 74억 마일)을 가질 것이다.

#### 카이퍼대 궤도의 자극
2008년 타다시 무카이Tadashi Mukai와 파트릭 소피아 리카Patryk Sofia Lykawka는 현재 100 ~ 200 AU 사이의 매우 편심된 궤도에 있고 궤도 기간이 1000년이고 경사가 20°에서 40°인 먼 화성 또는 지구 크기의 행성이 카이퍼대의 구조를 담당하고 있다고 제안했다. 그들은 이 행성의 섭동이 해왕성 바깥 천체들의 편심과 경사를 자극하고, 행성 원반을 48AU에서 잘라냈으며, 세드나 같은 천체의 궤도를 해왕성으로부터 분리시켰다고 제안했다. 해왕성이 이동하는 동안 이 행성은 해왕성의 외부 공명에 포획되어 코자이 메커니즘(Kozai mechanism)으로 인해 나머지 해왕성 바깥 천체들이 안정된 궤도를 유지하면서 더 높은 주변 궤도로 진화한 것으로 추정된다.

#### 카이퍼대 천체군의 길쭉한 궤도
2012년에 로드니 고메스Rodney Gomes는 카이퍼대 천체 92개의 궤도를 모델링한 결과, 그 중 6개의 궤도가 모형에서 예측한 것보다 훨씬 더 길다는 것을 발견했다. 그는 가장 간단한 설명은 해왕성 크기의 천체와 같이 멀리 떨어진 행성의 중력 때문이라는 결론을 내렸다(예: 1,500AU에 있는 해왕성 크기의 천체). 이 해왕성 크기의 천체는 긴반지름이 300AU보다 큰 천체들의 주변부를 진동시켜 (308933) 2006 SQ372 및 (87269) 2000 OO67과 같은 행성 교차 궤도 또는 세드나와 같은 분리된 궤도로 전달할 수 있다.

#### 제9행성

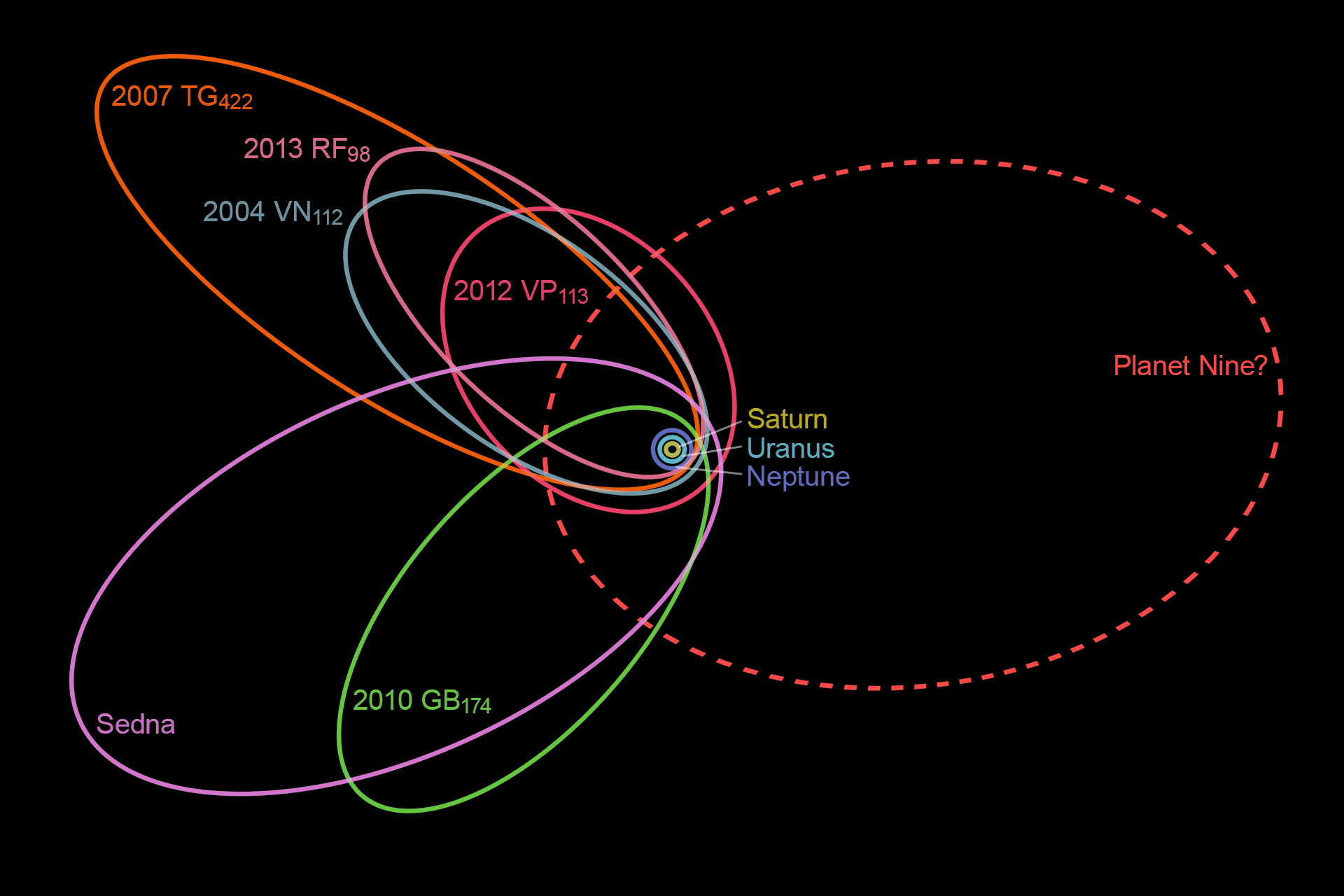
독특한 클러스터링에 기반한 가상의 제9행성의 궤도 예측

2014년에 천문학자들은 세드나와 비슷한 4,200년 궤도를 돌고 약 80AU의 주변을 도는 대형 천체인 2012 VP113을 발견했다고 발표했고, 이를 통해 잠재적인 해왕성 바깥 행성의 증거를 제시할 수 있다고 제안했다. 트루질로와 셰퍼드Sheppard는 2012 VP113과 다른 극도로 먼 천체들의 근점 편각의 궤도 클러스터링은 지구 질량이 200AU를 넘어 1,500AU의 경사 궤도에 있는 2~15개의 "슈퍼지구"가 존재한다는 것을 시사한다고 주장했다.
2014년에 마드리드 콤플루텐세 대학교의 천문학자들은 사용 가능한 데이터가 실제로 하나 이상의 해왕성 바깥 행성을 나타낸다고 제안했다; 후속 연구는 증거가 충분히 견고하지만 Ω과 ω로 연결되기보다는 긴반지름축들과 교점 거리들이 이정표가 될 수 있음을 추가로 제안한다. 39개 천체의 향상된 궤도를 기반으로 한 추가 연구는 여전히 하나 이상의 섭동체가 존재할 수 있으며 그중 하나가 300-400AU에서 태양 궤도를 돌 수 있음을 나타낸다.
2016년 1월 20일, 브라운Brown과 콘스탄틴 바티긴Konstantin Batygin은 트루질로와 셰퍼드의 초기 연구 결과를 확증하는 논문을 발표하고, (앞서 언급한) 영에 가까운 근점 편각과 해왕성 바깥 천체 6개의 113°부근의 승교점들에 대한 통계적 클러스터링을 기반으로 슈퍼지구(제9행성이라고 명명)를 제안했다. 그들은 지구 질량의 10배(해왕성 질량의 약 60%), 긴반지름축이 약 400~1500AU인 것으로 추정했다.

#### 확률
중력의 증거가 없더라도 세드나를 발견한 마이크 브라운은 세드나의 궤도가 12,000년이라는 것은 확률만으로도 해왕성 너머에 지구 크기의 천체가 존재한다는 것을 의미한다고 주장했다. 세드나의 공전 궤도는 매우 기이하여 쉽게 관측할 수 있는 태양 근처에서 공전 기간의 극히 일부만을 보낸다. 이는 세드나의 발견이 우연한 사고가 아니라면, 세드나의 궤도 영역에서 아직 관측되지 않은 세드나의 직경과 비슷한 천체들이 상당수 존재할 수 있다는 것을 의미한다. 마이크 브라운은 다음과 같이 언급했다.
세드나는 명왕성의 약 4분의 3 크기이다. 명왕성 크기의 3/4인 60개의 천체가 [저 밖에] 있다면 아마도 명왕성 크기의 40개의 천체가 있을 것이다. 명왕성 크기의 천체가 40개라면, 명왕성 크기의 두 배인 천체는 10개가 있을 것이다. 명왕성 크기의 3배인 천체가 서너 개 있을 것이고, 이 천체들 중 가장 큰 천체는 아마도 화성 크기나 지구 크기일 것이다.

그러나 브라운은 크기가 지구에 접근하거나 초과 할 수 있지만 그러한 물체가 발견 되더라도 이웃을 충분히 제거하지 않았기 때문에 현재 정의에 따르면 여전히 "왜소 행성"이 될 것이라고 지적한다.

#### 카이퍼 절벽과 "행성 10"
또한, 해왕성 횡단 행성의 가능성에 대한 추측이 소위 "카이퍼 절벽(Kuiper cliff)"을 중심으로 이루어졌다. 카이퍼대는 태양으로부터 48AU(72억 km, 45억 마일) 거리에서 갑자기 끝난다. 브루니니Brunini와 멜리타Melita는 이러한 갑작스러운 감소가 48AU 너머에 화성과 지구 사이의 질량을 가진 물체가 존재하기 때문일 수 있다고 추측했다.
화성과 비슷한 질량을 가진 천체가 60AU(90억 km, 56억 마일)의 원형 궤도에 존재하면 관측과 양립할 수 없는 해왕성 바깥 천체 집단이 형성된다. 예를 들어, 이는 명왕성족 종족을 심각하게 고갈시킬 것이다. 천문학자들은 지구와 비슷한 질량을 가진 천체가 이심의 경사진 궤도를 가진 100AU(150억 km; 93억 마일) 이상 떨어진 곳에 존재할 가능성을 배제하지 않았다. 고베 대학의 패트릭 리카우카Patryk Lykawka의 컴퓨터 시뮬레이션에 따르면 태양계 형성 초기에 해왕성에 의해 외부로 분출되어 현재 태양으로부터 101~200AU(151억~299억㎞, 94억~186억 마일) 사이의 길쭉한 궤도에 있는 질량 0.3~0.7MEarth 사이의 천체가 카이퍼 절벽과 세드나 및 2012 VP113 같은 특이한 분리천체를 설명할 수 있다고 한다.
레누 말호트라Renu Malhotra와 데이비드 주윗David Jewitt과 같은 일부 천문학자들은 조심스럽게 이러한 주장을 지지했지만, 알레산드로 모비델리Alessandro Morbidelli와 같은 다른 사람들은 "인위적"이라고 일축했다. 말호트라 앤 폭스Malhotra & Volk는(2017) 50AU(75억 km, 46억 마일)의 절벽보다 더 멀리 떨어진 카이퍼대 천체(KBO)의 예상치 못한 경사도 변화는 태양계 가장자리에 화성 크기의 행성(최대 2.4억 MEarth)이 존재할 수 있다는 증거를 제공했으며, 이것을 많은 뉴스 매체에서 "행성 10"으로 언급하기 시작했다. 제안된 직후 로렌조 이오리오Lorenzo Iorio는 카시니-하위헌스 범위 데이터로써 가상의 행성의 존재를 배제할 수 없음을 보여주었다.
2018년부터 여러 조사에서 카이퍼 절벽 너머에 위치한 여러 물체가 발견되었다. 이 새로운 발견 중 일부는 태양권경계(Heliopause)(120 AU)에 가깝거나 그 너머에 있다(2018 VG18, 2018 AG37, 2020 BE102, 2020 MK53). 2023년 9월 이전에 이용 가능한 해왕성 바깥 천체(TNO) 데이터를 분석한 결과, 해왕성과의 평균 운동 공명과는 거리가 먼 약 72AU에 간격이 있는 것으로 나타났다. 이러한 간격은 더 멀리 위치한 거대한 섭동체에 의해 유발되었을 수 있다.

#### 기타 후보 행성
타이케는 태양계의 오르트 구름에 위치하도록 제안된 가상의 거대 기체 행성이었다. 그것은 처음으로 1999년에 루이지애나 대학교 라피엣의 천체물리학자 존 마테시John Matese, 패트릭 휘트먼Patrick Whitman 및 다니엘 휘트 마이어Daniel Whitmire에 의해 제안되었다. 그들은 타이케의 존재에 대한 증거는 장주기 혜성의 기원 지점에서 편향된 것으로 추정되는 것으로 볼 수 있다고 주장했다. 2013년에, 마테시와 휘트마이어는 혜성 데이터를 재평가하고 타이케가 존재한다면 NASA의 광역 적외선 탐사위성(WISE) 망원경으로 수집한 데이터 아카이브에서 감지할 수 있다고 언급했다. 2014년 NASA는 WISE 조사에서 타이케의 특성을 가진 물체를 배제하였고, 이는 마테시, 휘트먼 및 휘트마이어가 가상한 타이케는 존재하지 않는다는 것을 가리킨다.
그만큼 행성 형성의 과두제 이론은 태양계 진화의 초기 단계에 과두제로 알려진 수백 개의 행성 크기의 천체들이 있었다고 말한다. 2005년에, 천문학자 유진 치앙Eugene Chiang은 이러한 과두제 행성들 중 일부는 오늘날 우리가 알고 있는 행성이 되었지만, 대부분은 중력 상호작용에 의해 바깥으로 튕겨져 나갔을 것이라고 추측했다. 일부는 태양계를 완전히 벗어나 떠돌이 행성이 되었을 수도 있고, 일부는 태양계 주변의 한 헤일로에서 공전하며 수백만 년의 공전 주기를 가졌을 것이다. 이 헤일로는 태양으로부터 1,000~10,000AU(1,500~1,500억 km, 930~9,300억 마일), 즉 오르트 구름까지의 거리의 1/3에서 1/30 사이에 위치하게 된다.
2015년 12월, 아타카마 대형 밀리미터 집합체(ALMA)의 천문학자들은 일련의 독립적인 소스이거나 빠르게 움직이는 단일 소스일 것이라고 결론을 내린 350GHz 펄스의 짧은 시리즈를 감지했다. 후자가 가장 가능성이 높다고 판단한 연구진은, 이 천체가 태양에 묶여 있다면, 북유럽 신화에 나오는 빠르게 움직이는 메신저 여신의 이름을 따서 "그나와"라고 명명한 이 천체가 약 12~25AU 거리에 있고 지름이 220~880km인 왜소 행성 크기의 천체일 것이라고 속도를 기준으로 계산했다. 그러나 그것이 태양에 중력으로 묶이지 않은 떠돌이 행성이고 4000AU까지 멀리 떨어져 있다면 훨씬 더 클 수 있다. 이 논문은 공식적으로 받아 들여지지 않았으며 탐지가 확인 될 때까지 철회되었다. 이 통지에 대한 과학자들의 반응은 대체로 회의적이었다; 마이크 브라운Mike Brown은 "ALMA가 작고 작고 작은 시야에서 우연히 거대한 태양계 외부 물체를 발견한 것이 사실이라면 태양계 외부에 지구 크기의 행성이 20만 개 정도 있다는 것을 시사할 수 있다 .... 더 좋은 점은 이렇게 많은 지구 크기의 행성이 존재하면 태양계 전체가 불안정해지고 우리 모두가 죽을 것이라는 사실을 깨달았다는 것이다"라고 비평했다.

## 추가 행성에 대한 제약 조건
2023년 현재 태양계 추가 행성의 질량과 거리는 다음과 같은 관측 자료로 인해 심각하게 제한되고 있다:
- 광역 적외선 탐사위성(WISE)으로 중적외선 관측 자료를 분석한 결과, 10,000AU 밖에서는 토성 크기의 천체(지구 질량 95개)가, 26,000AU 밖에서는 목성 크기 이상의 천체가 존재할 가능성이 배제되었다.[7] WISE는 그 이후로 계속해서 더 많은 데이터를 수집하고 있으며, NASA는 백야드 세계: 행성 9(Backyard Worlds: Planet 9) 시민 과학 프로젝트를 통해 이 데이터를 검색하여 이러한 한계를 넘는 행성의 증거를 찾는 데 대중을 초대했다.[100]
- 로렌조 이오리오Lorenzo Iorio는 토성, 지구 및 화성의 주변부의 변칙적인 세차에 대한 최신 데이터를 사용하여 질량이 지구의 0.7배인 미지의 행성은 350-400AU 이상, 질량이 지구의 2배인 행성은 496-570AU 이상, 마지막으로 질량이 지구의 15배인 행성은 970-1,111AU 이상 멀리 떨어져 있어야 한다는 결론을 내렸다.[101] 더욱이, 이오리오는 태양계 외행성의 현대 천체들은 지구의 15배 질량을 가진 천체는 1,100-1,300AU보다 더 가까이 존재할 수 없다는 더 엄격한 제약을 제공한다고 말했다.[102] 그러나 태양계의 더 포괄적인 모형을 사용하는 다른 천문학자 그룹의 연구에 따르면 이오리오의 결론은 부분적으로만 정확하다는 것을 발견했다. 이들은 토성의 궤도 잔류에 대한 카시니 데이터를 분석한 결과, 바티긴과 브라운의 행성 9와 유사한 궤도와 질량을 가진 행성체가 -130°에서 -110°, 또는 -65°에서 85°의 실제 변칙을 갖는다는 것을 발견했다. 또한 분석 결과, 그러한 천체가 117.8°+11°
−10°의 실제 변칙에 위치할 경우 토성의 궤도가 약간 더 잘 설명된다는 것을 발견했다. 이 위치에서 토성은 태양으로부터 약 630 AU에 위치한다.[103]
- 극단 해왕성 바깥 천체(Extreme trans-Neptunian object)의 궤도에 대한 공개 데이터를 사용하여 최단 상호 상승 및 하강 결절 거리 사이에 통계적으로 유의미한 (62σ) 비대칭이 존재한다는 것이 확인되었다. 또한 상호 결절 거리가 0으로 낮은 여러 쌍의 궤도 쌍이 매우 가능성이 낮게 (p <0.0002) 상관 관계가있는 것으로 확인되었다. 태양계 중심으로부터 152AU에서 2AU 또는 339AU에서 1.3AU가 발견되었다.[104] 두 발견 모두 태양으로부터 수백 AU에 거대한 섭동체가 존재할 수 있으며 태양계 최외곽의 궤도 방향의 균일 한 분포의 맥락에서 설명하기 어렵다는 것을 시사한다.[105]

## 같이 보기
- 태양계의 가상의 행성(Fictional planets of the Solar System)
- 가설상의 태양계 천체 목록(List of hypothetical Solar System objects)

### 탐사 망원경
- LSST
- 판스타스
- 광역적외선탐사위성 (WISE)

## 참고 문헌
- Ken Croswell (1997). 《Planet Quest: The Epic Discovery of Alien Solar Systems》. New York: The Free Press. ISBN 978-0684832524.
- Mark Littman (1990). 《Planets Beyond: Discovering the Outer Solar System》. New York: Wiley. ISBN 978-0471510536.
- Govert Schilling (2009). 《The Hunt for Planet X: New Worlds and the Fate of Pluto》. New York: Springer. ISBN 978-0387778044.
- Clyde W. Tombaugh (1946). “The Search for the Ninth Planet, Pluto”. 《Astronomical Society of the Pacific Leaflets》 5 (209): 73–80. Bibcode:1946ASPL....5...73T.

## 추가 읽기
- "Planet X Discovered??" by PBS SpaceTime
- SEDS on Planet X
- E. Myles Standish Jr. (May 1993). “Planet X: No Dynamical Evidence in the Optical Observations”. 《Astronomical Journal》 105 (5): 2000–2006. Bibcode:1993AJ....105.2000S. doi:10.1086/116575.
- Gerald D. Quinlan (1993년 5월 6일). “Planet X: A Myth Exposed”. 《Nature》 363 (6424): 18–19. Bibcode:1993Natur.363...18Q. doi:10.1038/363018b0. S2CID 29058579.
- Daniel P. Whitmire; John J. Matese (1985년 1월 3일). “Periodic Comet Showers and Planet X”. 《Nature》 313 (5997): 36–38. Bibcode:1985Natur.313...36W. doi:10.1038/313036a0. S2CID 7658694.
- Jones, R. L.; M. E. Brown; P. A. Abell; A. C. Becker;  외. (2009). “Next steps in understanding the outer solar system: A whitepaper submitted to the 2010 Decadal Survey Committee” (PDF). Submission to the National Academy of Sciences Board on Physics and Astronomy. 2009년 4월 10일에 확인함.
- Andrew Coates provides a simplified summary of the history behind the search & claims for Planet X
- Raymond, Sean N.; Izidoro, Andre; Kaib, Nathan A. (2023). “Oort cloud (Exo)planets”. 《Monthly Notices of the Royal Astronomical Society: Letters》 524: L72–L77. arXiv:2306.11109. doi:10.1093/mnrasl/slad079.